# Howard (filme)
Howard (bra: Howard: Sons de um Gênio; prt: Howard) é um documentário americano de 2018 escrito e dirigido por Don Hahn sobre a vida do compositor Howard Ashman.

## Resumo
O filme documenta a vida do compositor Howard Ashman, que escreveu as letras das canções dos filmes de animação da Disney A Pequena Sereia, A Bela e a Fera e Aladdin, bem como o musical de palco Little Shop of Horrors, e que morreu em março 1991 de complicações da AIDS aos 40 anos.
O filme usa a mesma apresentação de entrevista do documentário anterior de Hahn, Waking Sleeping Beauty, onde ao invés de "cabeças falantes", as entrevistas de áudio são usadas com "balões de fala" indicando quem está falando.

## Música
Alan Menken compôs a trilha sonora do filme, enquanto Chris Bacon a adaptou. Menken, que trabalhou com Ashman em vários projetos até o falecimento deste, envolveu-se com o projeto pela primeira vez durante a temporada de Natal de 2017–18; quando Hahn mostrou um rolo do filme para Menken, ele disse a Hahn que "[ele tem] que fazer a trilha sonora do filme". Hahn se opôs originalmente, já que o orçamento não permitiria que ele pagasse Menken, mas concordou quando Menken disse a Hahn que via o projeto como sua oportunidade de criar uma homenagem musical a Ashman. De acordo com Hahn, Menken compôs a partitura durante a temporada de férias e descreve sua partitura como "uma das partituras mais pessoais e comoventes que [ele tinha ouvido] dele". Menken disse que queria "encontrar um motivo que simplesmente expressasse [seus] sentimentos sobre Howard". Menken também disse que a partitura tem "uma qualidade infantil, certamente, uma simplicidade. Há um certo brilho e antecipação de uma porta se abrindo e o que acontece pouco antes de ser revelado - essa coisa [Hahn] criou".

## Lançamentos
Howard estreou no Tribeca Film Festival de 2018 e foi nomeado para o prêmio de melhor documentário no 2018 Heartland Film Festival. Depois de ter uma exibição limitada no cinema em 18 de dezembro de 2018, o filme foi lançado no Disney+ em 7 de agosto de 2020.

## Recepção

### Resposta crítica
O filme recebeu elogios da crítica.
No site de agregação de reviews Rotten Tomatoes, o filme tem uma taxa de aprovação de 95% com base em 39 resenhas, com uma classificação média de 8,09/10. O consenso crítico diz: "Howard serve como um tributo agridoce à vida e ao legado de um artista brilhante cujas canções atemporais serviram como trilha sonora para uma geração de fãs da Disney". No Metacritic, o filme tem uma pontuação média ponderada de 76 em 100, com base em 13 críticos, indicando "críticas geralmente favoráveis".
Frank Scheck, do The Hollywood Reporter, chamou-o de "um rico retrato cinematográfico"  enquanto Melissa Leon do The Daily Beast afirmou que o filme está "crivado de joias da produção de filmes agora icônicos". A Common Sense Media avaliou o filme com 4 de 5 estrelas, afirmando : " Howard é um documentário comovente que oferece uma visão dos bastidores da produção de alguns filmes de animação clássicos modernos da Disney e a história de vida comovente de um homem excepcionalmente talentoso".

### Indicações
| Ano  | Prêmio                                | Categoria                                | Destinatários | Resultado | Ref.          |
| ---- | ------------------------------------- | ---------------------------------------- | ------------- | --------- | ------------- |
| 2018 | Heartland International Film Festival | Documentário                             | Howard        | Indicado  | [ 15 ] [ 16 ] |
| 2020 | Critics 'Choice Documentary Awards    | Melhor Documentário Histórico/Biográfico | Howard        | Indicado  | [ 17 ] [ 18 ] |